# 法國海軍突擊隊
海軍突擊隊（法語：Commandos Marine）是法國海軍的特種部隊，綽號為“綠色貝雷帽”（法語：Bérets Verts）。他們受命於海軍步槍兵和特種作戰司令部（FORFUSCO）及法國特種作戰司令部。

## 歷史
海軍突擊隊是在二戰時期的1942年於英國本土仿照英國突擊隊成立。其成員來自各個自由法軍部門的志願者，包括來自法國海軍步槍兵、其他海軍部門，甚至是陸軍。這些志願者都在蘇格蘭的突擊隊訓練中心進行訓練，成功者都加入了第10突擊隊的第1和第8軍服役。為了作紀念，法國海軍突擊隊現時佩戴的貝雷帽是拉向右側，左側附上部隊徽章。這個傳統跟法軍的其他部隊完全不同。
由菲利普·基弗少校指揮的“第1海軍步槍兵突擊隊”（1st BFMC）參與了諾曼底登陸的劍海作戰，並被納入第4突擊隊。他們後來繼續作為第4突擊隊的一部份參與了荷蘭戰役。二戰結束後，英國突擊隊遭到解散，兩支來自前1st BFMC的法國部隊回到法國，被改編為第1海軍步兵團，然後派往印度支那作戰。其餘原突擊隊成員則遭到遣散或回到自己的原部隊服役。不過，由於菲利普後來成為了海軍部長，他認為組建一個突擊隊軍團能夠有效應付在印度支那的游擊戰。1946年，法軍在阿爾及利亞建立了突擊隊訓練學校，其核心領導層和學員都來自倖存下來的1st BFMC隊員。
另一支於1944年12月建立的海軍突擊隊則來自一支法國海軍偵察單位，該部隊名為“NYO連”，成員均來自海軍各個部門，主要是海軍步槍兵和海軍炮兵。該部隊後來改名為“梅雷特連”，名字來自其創立者兼指揮官，讓·梅雷特。他們曾在義大利作戰，並於1945年9月調往印度支那。梅雷特連又再被改名為“豪伯特連”，在法國海軍於1946年決定組建一個突擊隊軍團後成為現在的“豪伯特突擊隊”（Commando Jaubert）。
1947年5月19日，法國海軍部決定組建5支海軍突擊隊單位，組織和訓練模式以前英國突擊隊為模範。每支突擊隊以二戰或印度支那戰爭期間陣亡的突擊隊員作命名。現時的部隊分別為“豪伯特突擊隊”（Commando Jaubert）、“蒙福特突擊隊”（Commando de Montfort）、“彭芬尼約突擊隊”（Commando de Penfentenyo
）、“崔佩爾突擊隊”（Commando Trepel）、“休伯特突擊隊”（Commando Hubert）、“基弗突擊隊”（Commando Kieffer）和“龐卡迪耶突擊隊”（Commando Ponchardier）。
自印度支那戰爭後，重新組建的法國海軍突擊隊曾被部署到黎巴嫩、前南斯拉夫、索馬里、阿富汗和非洲國家執行任務，目前是法國海軍的主力反恐特種部隊，必要時可協助國家憲兵干預組（GIGN）及法國國家警察執行海上反恐任務。
2019年5月，法軍特種部隊於布基納法索從恐怖份子手中救出了4名人質，並瓦解了一個恐怖組織大本營。行動中兩名休伯特突擊隊幹員陣亡。

## 裝備

### 個人武器

#### 突擊步槍／戰鬥步槍
| 武器名稱     | 原產地 | 備註         |
| ------------ | ------ | ------------ |
| FAMAS F1／G2 | 法國   | 已退役       |
| M4A1         | 美国   | 已退役       |
| HK416        | 德国   | 現時主力步槍 |
| SIG 550系列  | 瑞士   | -            |

#### 狙擊步槍
| 武器名稱      | 原產地 | 備註       |
| ------------- | ------ | ---------- |
| FR-F2         | 法國   | 已退役     |
| PGM Hecate II | 法國   | 反器材步槍 |
| HK417         | 德国   | -          |

#### 衝鋒槍
| 武器名稱   | 原產地 | 備註 |
| ---------- | ------ | ---- |
| HK MP5系列 | 德国   | -    |
| HK MP7A1   | 德国   | -    |
| FN P90 TR  | 比利时 | -    |

#### 輕機槍
| 武器名稱  | 原產地 | 備註 |
| --------- | ------ | ---- |
| FN Minimi | 比利时 | -    |

#### 手槍
| 武器名稱 | 原產地 | 備註 |
| -------- | ------ | ---- |
| PAMAS G1 | 法國   | -    |
| HK USP9  | 德国   | -    |
| 克拉克17 | 奥地利 | -    |
| 克拉克19 | 奥地利 | -    |

#### 霰彈槍
| 武器名稱  | 原產地 | 備註         |
| --------- | ------ | ------------ |
| 雷明登870 | 美国   | 主要用作破門 |
| 伯奈利M4  | 義大利 | -            |

### 個人裝備
- 作戰服
  - 黑色工作服
  -  CCE迷彩（英语：Camouflage Central-Europe）
  -  Crye Precision G2／G3作戰服（Multicam樣式）
- 攜板背心
- 防彈盔
  -  Ops-Core FAST Ballistic
  -  Ops-Core FAST XP High Cut
- 抗噪耳機
  -  3M Peltor Comtac XPI
- 夜視儀
- 無線電
- 軍靴
- 戰鬥手套
- 快拔槍套
- 手榴彈